# Gjon’s Tears
Джон Мухарремай (алб. Gjon Muharremaj, произношение [ɟɔn muharɛmaj]; род. 29 июня 1998, Занен, Берн), более известный под сценическим псевдонимом Gjon’s Tears — швейцарский певец и автор песен косоварско-албанского происхождения. Он представил Швейцарию на «Евровидении-2021» с песней «Tout l’univers», заняв третье место, что стало лучшим результатом страны на конкурсе с 1993 года.
Первоначально должен был представлять Швейцарию на «Евровидении-2020» с песней «Répondez-moi», однако конкурс был отменён из-за пандемии COVID-19.

## Биография

### Ранние годы и начало карьеры
Джон родился в коммуне Брок, в округе Грюйер в семье косовского албанца и албанки из Тираны. Как заявляет сам Джон, в возрасте 9-ти лет он растрогал своего дедушку песней Элвиса Пресли «Can’t Help Falling in Love», что в дальнейшем послужило частью его сценического имени Gjon’s Tears, дословный перевод которого «Слезы Джона».
В 2011 году, в возрасте 12 лет, он принял участие в первом сезоне албанского шоу талантов «Albanians Got Talent», где занял третье место в финале. Год спустя он вышел в полуфинал швейцарского шоу талантов «Die grössten Schweizer Talente». В 2019 году Gjon’s Tears участвовал в восьмом сезоне французской версии шоу «Голос» — «The Voice: la plus belle voix», где вышел в полуфинал.

### Участие в «Евровидении» и дальнейшая карьера
4 марта 2020 года было объявлено, что швейцарский национальный вещатель SRG SSR путём закрытого внутреннего отбора выбрал Джона в качестве представителя Швейцарии на «Евровидении-2020», где он должен был представить свою песню «Répondez-moi» во втором полуфинале шоу. Таким образом, впервые с 2010 года Швейцарию на конкурсе мог бы представить исполнитель с композицией полностью на французском языке.
20 марта 2020 года, через несколько дней после отмены конкурса в связи с пандемией COVID-19, SRG SSR объявил, что Джон повторно станет представителем Швейцарии на конкурсе 2021 года. Для этого будет выбрана другая песня, так как согласно решению референтной группы ЕВС представители стран 2020 года не смогут использовать свои песни на конкурсе в 2021 году. 5 марта 2021 года национальным вещателем было подтверждено, что Gjon’s Tears представит свою песню для конкурса 10 марта. Новая песня получила название «Tout l’univers».
В финале конкурса Gjon’s Tears занял третье место. Он набрал 432 балла, которые получил, заняв первое место по итогам голосования жюри и шестое место по итогам голосования телезрителей. После объявления результатов финала конкурса также было оглашено, что во втором полуфинале Джон занял первое место. Также, по результатам голосования жюри композиторов-участников конкурса 2021 года, Джон и создатели «Tout l’univers» получили «Премию композиторов» на церемонии вручения премий Марселя Безансона.
14 ноября 2021 года стал лауреатом премии MTV Europe Music Awards в номинации «Лучший швейцарский артист», опередив по голосам швейцарскую хип-хоп-исполнительницу Лоредану.

## Дискография

### Синглы

#### Как ведущий исполнитель
| Название                                                                    | Год  | Высшая позиция в чартах | Высшая позиция в чартах | Высшая позиция в чартах | Высшая позиция в чартах | Высшая позиция в чартах | Высшая позиция в чартах | Высшая позиция в чартах | Высшая позиция в чартах | Высшая позиция в чартах | Высшая позиция в чартах | Альбом             |
| Название                                                                    | Год  | SWI                     | ALB                     | BEL (FL)                | FIN                     | GER                     | IRE                     | NLD                     | NOR                     | SWE                     | UK                      | Альбом             |
| --------------------------------------------------------------------------- | ---- | ----------------------- | ----------------------- | ----------------------- | ----------------------- | ----------------------- | ----------------------- | ----------------------- | ----------------------- | ----------------------- | ----------------------- | ------------------ |
| «Babi»                                                                      | 2018 | —                       | 1                       | —                       | —                       | —                       | —                       | —                       | —                       | —                       | —                       | The Game           |
| «Back in Light»                                                             | 2018 | —                       | —                       | —                       | —                       | —                       | —                       | —                       | —                       | —                       | —                       | Неальбомные синглы |
| «Répondez-moi»                                                              | 2020 | 42                      | —                       | —                       | —                       | —                       | —                       | —                       | —                       | —                       | —                       | Неальбомные синглы |
| «Tout l’univers»                                                            | 2021 | 1                       | —                       | 50                      | 5                       | 86                      | 52                      | 16                      | 36                      | 21                      | 93                      | The Game           |
| «Silhouette»                                                                | 2022 | —                       | 3                       | —                       | —                       | —                       | —                       | —                       | —                       | —                       | —                       | The Game           |
| «Pure»                                                                      | 2022 | —                       | 9                       | —                       | —                       | —                       | —                       | —                       | —                       | —                       | —                       | The Game           |
| «Midnight in Paris»                                                         | 2023 | —                       | 5                       | —                       | —                       | —                       | —                       | —                       | —                       | —                       | —                       | The Game           |
| «Disco»                                                                     | 2023 | —                       | —                       | —                       | —                       | —                       | —                       | —                       | —                       | —                       | —                       | The Game           |
| «—» означает, что песня не попала в чарт страны или не была в ней выпущена. |      |                         |                         |                         |                         |                         |                         |                         |                         |                         |                         |                    |

#### Как приглашённый исполнитель
| «Dance Me» (совместно с Ариленой Арой)                                      | 2021 | 10 | Pop Art The Album |
| «—» означает, что песня не попала в чарт страны или не была в ней выпущена. |      |    |                   |

## Награды и номинации
| Год  | Премия                         | Номинация                 | Работа           | Результат | Прим.  |
| ---- | ------------------------------ | ------------------------- | ---------------- | --------- | ------ |
| 2021 | Премия Марселя Безансона       | Лучшему композитору       | «Tout l'univers» | Победа    | [ 31 ] |
| 2021 | MTV Europe Music Awards — 2021 | Лучший швейцарский артист |                  | Победа    | [ 18 ] |
| 2022 | MTV Europe Music Awards — 2022 | Лучший швейцарский артист |                  | Победа    | [ 32 ] |